# جاك كليمنتس
جاك كليمنتس (بالإنجليزية: Jack Clements)‏ (24 يوليو 1864 في الولايات المتحدة - 23 مايو 1941 في الولايات المتحدة) هو لاعب كرة قاعدة ولاعب كرة قدم أمريكي في مركز ملتقط. لعب مع فيلادلفيا فيليز.

## وصلات خارجية
- جاك كليمنتس على موقعبيزبول رفرنس.كوم (الدوري الرئيسي) (الإنجليزية)
- جاك كليمنتس على موقعبيزبول رفرنس.كوم (الدوري الثانوي) (الإنجليزية)
- جاك كليمنتس على موقع مشجعي الرسوم البيانية (الإنجليزية)